# Католицька церква в Південно-Африканській Республіці
Като́лицька це́рква в Півде́нно-Африка́нській Респу́бліці — друга християнська конфесія Південно-Африканської Республіки. Складова всесвітньої Католицької церкви, яку очолює на Землі римський папа. Керується конференцією єпископів. Станом на 2004 рік у країні нараховувалося близько 3 101 000 католиків (6,36% від усього населення). Існувало 27 діоцезій, які об'єднували 736 церковних парафій.  Кількість  священиків — 1098 (з них представники секулярного духовенства — 453, члени чернечих організацій — 645), постійних дияконів — 213, монахів — 1132, монахинь — 2577.